# Jan Kowalczyk (astronom)
Jan Kowalczyk. poljski astronom, * 16. oktober 1833, Rzeszotary, Kongresna Poljska (sedaj Poljska), † 8. december 1911, Varšava, Kongresna Poljska (sedaj Poljska).
Kowalczyk je bil docent na Jagelonski univerzi v Krakovu in Glavni šoli v Varšavi.

## Življenje
Rodil se je v kmečki družini, očetu Jakubu in materi Regini, rojeni Michalik. Šolal se je na ljudski šoli v Wieliczki, kasneje na Gimnaziji svete Ane v Krakovu, po diplomi pa je študiral na Filozofski fakulteti Jagelonske univerze. Po štirih letih študija je zaprosil za doktorat. Doktoriral je 26. januarja 1861 z disertacijo O naklonu magnetne igle, izdelane oktobra in novembra z Webrovim inklinarijem (O nachyleniu igły magnetycznej robione w październiku i listopadzie z inklinarium Webera).
Leta 1862 se je zaposlil kot adjunkt na krakovskem observatoriju, kjer je delal do leta 1865. Leta 1862 se je habilitiral na podlagi dela O pravilih za določanje težišča (O prawidłach oznaczania środka ciężkości). Imenovali so ga za docenta uporabne mehanike. Na Filozofski fakulteti je predaval analitično mehaniko. Bil je prvi docent kmečkega porekla.
Leta 1865 se je preselil v Varšavo, kjer je prevzel znanstveno mesto na Glavni šoli in mesto višjega docenta na varšavskem observatoriju. V upanju, da bo dobil profesuro, je leta 1867 drugič habilitiral na podlagi disertacije Metoda ugotavljanja absolutnih ovir gibanju malih planetov (Sposób oznaczania bezwzględnych przeszkód ruchu małych planet). Postal je docent za astronomijo na Glavni šoli, vendar ni nikoli pridobil naziva profesorja. Predaval je uporabno astronomijo in geodezijo na Fakulteti za matematiko in fiziko. Od leta 1902 je bil član Akademije umetnosti v Krakovu.
Delal je kot opazovalni astronom do leta 1905, ko so ga med revolucijo leta 1905 aretirali zaradi skrivanja orožja. Po dvomesečnem bivanju v zaporu Pawiak so ga upokojili.
Umrl je 8. decembra 1911. Pokopali so ga na Starih Powązkih v Varšavi (parcela 62-5-16/17).

## Znanstveno delo
Bil je avtor mnogih člankov, razprav in knjig s področja astronomije, botanike in meteorologije, ki jih je objavil v naslednjih jezikih: poljščini, francoščini, ruščini in nemščini. Med drugim je razvil lastni zvezdni katalog, ki je vključeval 6041 teles z deklinacijami od 1° 50' do 7° 10'. Za to je potreboval skoraj 20 let.
Napisal je dve monografiji:
- O sposobach wyznaczania biegu ciał niebieskich (1889),
- O sposobach obliczania przeszkód biegu ciał niebieskich (1901),[5]

in mnoga druga dela, med katerimi so bila najpomembnejša:
- Mikołaj Kopernik i jego układ świata[6] (leta 1872 je Kowalczyk podaril polovico prihodka od prodaje 1400 izvodov te študije za štipendijo študenta, ki se je posebej posvetil astronomiji (navedek iz Poljskega biografskega slovarja),
- O spostrzeżeniach meteorologicznych w Warszawie od r. 1826 do 1880,
- Obserwatorium astronomiczne w Warszawie tom 1 (1897),
- Katalog pozycji 6041 gwiazd (1904),[7],
- Krótki rys dziejów Obserwatorium Warszawskiego, 1820-1900 tom 2 (1907).

## Zasebno življenje in družina
Kowalczyk se je poročil z Władysławo, rojeno Alexandrowicz (hčerko izjemnega botanika Jerzyja Aleksandrowicza), s katero je imel sinove: Jana, Juliusza in Władysława ter hčere Julijo, Jadwigo in Marijo, zadnji dve sta bili ustreljeni med varšavsko vstajo 11. avgusta 1944.

## Priznanja
- v okviru praznovanja 100-letnice Glavne šole je bila 27. aprila 1963 v stavbi Astronomskega observatorija Univerze v Varšavi odkrita spominska plošča v čast »zagovorniku in obnovitelju velikih tradicij« astronomije na Poljskem v času izgube neodvisne države«;
- Jan Kowalczyk je 20. decembra 1964 postal pokrovitelj osnovne šole v Rzeszotaryju blizu Wieliczke.
- 9. novembra 2017 so ulico, ki se je prej imenovala po Anastazyju Kowalczyku v okrožju Białołęka v Varšavi, preimenovali v Ulico Jana Kowalczyka.[8]